# Sergio Rodaro
Sergio Rodaro (Udine, 2 novembre 1938 – San Giovanni al Natisone, 1º febbraio 2011) è stato un calciatore italiano, di ruolo centrocampista.

## Carriera

### Club

#### Udinese
Nella stagione 1958-1959 entra in prima squadra nell'Udinese. Esordisce in Serie A il 15 febbraio 1959 nella partita contro il Bologna vinta 2-0 dai padroni di casa. Gioca altre quattro partite in campionato: l'Udinese si salva e rimane nella massima categoria. Nella stagione seguente disputa altri due incontri in Serie A: l'ultimo il 21 febbraio 1960 contro il Padova, perso con un pesante 6-1 a Padova.
Conclude la sua esperienza in Friuli con 7 presenze in Serie A senza nessuna marcatura.

#### 1962-1965: le esperienze romane e nel Mezzogiorno
Dopo anni passati in divisioni inferiori, nel novembre del 1962 viene acquistato dalla Lazio che lo preleva dalla Tevere Roma, squadra di Serie C. Conclude l'esperienza con i biancocelesti nel 1963. La formazione romana conclude il campionato piazzandosi al secondo posto.
Nel 1963 viene ceduto in prestito alla Salernitana, squadra di Serie C. Gioca da titolare totalizzando 32 partite e 5 reti in Serie C e la Salernitana giunge al sesto posto nel girone C.
Nel 1964 è ceduto definitivamente al Taranto, sempre in terza serie. Il Taranto sfiora la promozione in Serie B, giungendo al secondo posto nel girone C.
Nella stagione 1966-1967 milita nel Siracusa.